# Championnat de Brunei de football
Le championnat national de Brunei ou bien DST Group Brunei Premier League (malais: DST Group Liga Perdana Brunei) a  débuté en 2002. Son nom est la "Brunei Super League".

## Palmarès
- 2002 : DPMM Brunei
- 2003 : Wijaya FC
- 2004 : DPMM Brunei
- 2005-2006 : QAF FC
- 2006-2007 : Pas de championnat
- 2007-2008 : QAF FC
- 2008-2009 : Pas de championnat
- 2009-2010 : QAF FC
- 2011 : Suspendu[1]
- 2012-2013 : Indera SC
- 2014 : Indera SC
- 2015 : MS ABDB
- 2016 : MS ABDB
- 2017-2018 : MS ABDB
- 2018-2019 : MS ABDB
- 2020 : Championnat abandonné
- 2021 : Championnat abandonné
- 2022 : Non disputé
- 2023 : Kasuka FC
- 2024-2025 : Kasuka FC
- 2025-2026 : Kasuka FC

### Bilans par clubs
| Clubs       | Titres | Années                           |
| ----------- | ------ | -------------------------------- |
| MS ABDB     | 4      | 2015, 2016, 2017-2018, 2018-2019 |
| QAF FC      | 3      | 2005-2006, 2007-2008, 2009-2010  |
| DPMM Brunei | 2      | 2002, 2004                       |
| Indera SC   | 2      | 2012-2013, 2014                  |
| Kasuka FC   | 2      | 2023, 2024-2025,2026             |
| Wijaya FC   | 1      | 2003                             |

### Meilleurs buteurs
| Saison    | Meilleur buteur                                       | Buts |
| --------- | ----------------------------------------------------- | ---- |
| 2003      | Rafael Akakpo (Sabina FC) Oluseye Ajayi (DPMM Brunei) | 8    |
| 2004      | Oluseye Ajayi (DPMM Brunei)                           | 30   |
| 2005-2006 | Viban Francis Bayong (QAF FC)                         | 33   |
| 2007-2008 | Viban Francis Bayong (QAF FC) Budiman Jumat (MS ABDB) | 18   |
| 2009-2010 | Viban Francis Bayong (QAF FC)                         | 19   |